# Festival Internacional de Cine de Venecia de 2016
La 73ª Mostra de Venecia, el festival internacional de cine más importante de Europa, tuvo lugar en la ciudad italiana del 31 de agosto al 10 de septiembre de 2016. El director inglés Sam Mendes ejerció de presidente del Jurado en la competición principal. El musical de Damien Chazelle La La Land fue la película seleccionada para abrir la sección de noche del festival.
Un nuevo proyecto llamado Venice Production Bridge fue presentado en esta edición del festival. El nuevo proyecto intentó atraer a profesionales de la industria y asesorarlos y reorientarlos en sus proyectos para películas, internet, series o realidad virtual.

## Jurado
Las siguientes personas fueron seleccionadas para formar parte del jurado del Festival de Venecia:
Sección oficial (Venezia 73)
- Sam Mendes, director (Presidente)
- Laurie Anderson, músico y director
- Gemma Arterton, actriz
- Giancarlo De Cataldo, escritor
- Nina Hoss, actriz
- Chiara Mastroianni, actriz
- Joshua Oppenheimer, director
- Lorenzo Vigas, director y productor
- Zhao Wei, actriz, cante y directora

Horizontes (Orizzonti)
- Robert Guédiguian, director y actor (Presidente)
- Jim Hoberman, crítico cinematográfico
- Nelly Karim, actriz y modelo
- Valentina Lodovini, actriz
- Moon So-ri, actriz y directora
- José María Prado, director de la Filmoteca Española
- Chaitanya Tamhane, director

Opera Prima
- Kim Rossi Stuart, actor y director (Presidente)
- Rosa Bosch, productora
- Brady Corbet, actor y director
- Pilar López de Ayala, actriz
- Serge Toubiana, crítico cinematográfico

## Selección oficial

### En Competición
Las siguientes películas fueron seleccionadas para la competición principal:
| Título español/inglés         | Título original            | Director(es)                       | País de producción                   |
| ----------------------------- | -------------------------- | ---------------------------------- | ------------------------------------ |
| La llegada                    | Arrival                    | Denis Villeneuve                   | EE.UU.                               |
| The Bad Batch                 | The Bad Batch              | Ana Lily Amirpour                  | EE. UU.                              |
| Los hermosos días de Aranjuez | Les Beaux Jours d'Aranjuez | Wim Wenders                        | Francia, Alemania                    |
| El Cristo ciego               | El Cristo ciego            | Christopher Murray                 | Francia, Chile                       |
| Brimstone                     | Brimstone                  | Martin Koolhoven                   | Francia, Países Bajos                |
| El ciudadano ilustre          | El ciudadano ilustre       | Mariano Cohn y Gastón Duprat       | Argentina, España                    |
| Frantz                        | Frantz                     | François Ozon                      | Francia, Alemania                    |
| Jackie                        | Jackie                     | Pablo Larraín                      | Chile, EE. UU.                       |
| La La Land                    | La La Land                 | Damien Chazelle                    | EE. UU.                              |
| La luz entre los océanos      | The Light Between Oceans   | Derek Cianfrance                   | EE.UU., Australia, Nueva Zelanda     |
| Animales nocturnos            | Animales nocturnos         | Tom Ford                           | EE. UU.                              |
| On the Milky Road             | Lungo la Via Lattea        | Emir Kusturica                     | México, Serbia, Reino Unido, EE. UU. |
| Paradise                      | Ray ( Рай )                | Andrei Konchalovsky                | Alemania, Rusia                      |
| Piuma                         | Piuma                      | Roan Johnson                       | Italia                               |
| These Days *                  | Questi giorni              | Giuseppe Piccioni                  | Italia                               |
| Spira Mirabilis               | Spira Mirabilis            | Massimo D'Anolfi & Martina Parenti | Italia                               |
| La región salvaje             | La región salvaje          | Amat Escalante                     | México, Dinamarca                    |
| Voyage of Time                | Voyage of Time             | Terrence Malick                    | EE. UU.                              |
| La mujer que se va *          | Ang Babaeng Humayo         | Lav Diaz                           | Filipinas                            |
| A Woman's Life                | Une Vie                    | Stéphane Brizé                     | Francia                              |

### Fuera de Competición
Las películas siguientes estuvieron seleccionadas para ser proyectadas fuera de competición:
| Título español /inglés     | Título original            | Director(es)                                                 | País de producción                            |
| -------------------------- | -------------------------- | ------------------------------------------------------------ | --------------------------------------------- |
| The Age of Shadows         | Mil Jeong                  | Kim Jee-woon                                                 | Corea del Sur                                 |
| American Anarchist         | American Anarchist         | Charlie Siskel                                               | EE. UU.                                       |
| Assault to the Sky         | Assalto al cielo           | Francesco Munzi                                              | Italia                                        |
| Austerlitz                 | Austerlitz                 | Sergei Loznitsa                                              | Alemania                                      |
| The Bleeder                | The Bleeder                | Philippe Falardeau                                           | EE. UU., Canadá                               |
| Gantz: O                   | Gantz: O                   | Yasushi Kawamura                                             | Japón                                         |
| Hacksaw Ridge              | Hacksaw Ridge              | Mel Gibson                                                   | EE. UU., Australia                            |
| I Called Him Morgan        | I Called Him Morgan        | Kasper Collin                                                | Suecia, EE. UU.                               |
| The Journey                | The Journey                | Nick Hamm                                                    | Reino Unido                                   |
| The Magnificent Seven      | The Magnificent Seven      | Antoine Fuqua                                                | EE. UU.                                       |
| Monte                      | Monte                      | Amir Naderi                                                  | Italia, EE. UU., Francia                      |
| Never Ever                 | À jamais                   | Benoît Jacquot                                               | Francia, Portugal                             |
| One More Time With Feeling | One More Time With Feeling | Andrew Dominik                                               | Reino Unido                                   |
| Our War                    | La nostra guerra           | Bruno Chiaravalloti, Claudio Jampaglia, Benedetta Argentieri | Italia, EE. UU.                               |
| Planetarium                | Planetarium                | Rebecca Zlotowski                                            | Francia, Bélgica                              |
| Safari                     | Safari                     | Ulrich Seidl                                                 | Austria, Dinamarca                            |
| Tommaso                    | Tommaso                    | Kim Rossi Stuart                                             | Italia                                        |
| The Young Pope             | The Young Pope             | Paolo Sorrentino                                             | Italia, Francia, España, Reino Unido, EE. UU. |

### Horizontes
Las siguientes películas estuvieron seleccionadas para la sección Horizontes (Orizzonti):

#### Largometrajes
| Título español /inglés              | Título original          | Director(es)                     | País de producción                  |
| ----------------------------------- | ------------------------ | -------------------------------- | ----------------------------------- |
| Big Big World                       | Koca Dünya               | Reha Erdem                       | Turquía                             |
| Bitter Money                        | Ku Qian ( 苦钱 )         | Wang Bing                        | Hong Kong                           |
| Bluebeard                           | Kékszakállú              | Gastón Solnicki                  | Argentina                           |
| Boys in the Trees *                 | Boys in the Trees *      | Nicholas Verso                   | Australia                           |
| Dark Night                          | Dark Night               | Tim Sutton                       | EE. UU.                             |
| Dawson City: Frozen Time            | Dawson City: Frozen Time | Bill Morrison                    | Francia, EE. UU.                    |
| The Eremites                        | Die Einsiedler           | Ronny Trocker                    | Austria, Alemania                   |
| Tarde para la ira                   | Tarde para la ira        | Raúl Arévalo                     | España                              |
| Il più grande sogno                 | Il più grande sogno      | Michele Vannucci                 | Italia                              |
| Gukoroku - Traces of Sin            | Gukoroku                 | Kei Ishikawa                     | Japón                               |
| Heal the Living                     | Réparer les vivants      | Katell Quillévéré                | Bélgica, Francia                    |
| Home                                | Home                     | Fien Troch                       | Bélgica                             |
| King of the Belgians                | King of the Belgians     | Peter Brosens, Jessica Woodworth | Bélgica, Bulgaria, Países Bajos     |
| Liberami                            | Liberami                 | Federica Di Giacomo              | Italia, Francia                     |
| Malaria ( مالاریا )                 | Malaria ( مالاریا )      | Parviz Shahbazi                  | Irán                                |
| São Jorge                           | São Jorge                | Marco Martins                    | Francia, Portugal                   |
| Maudite poutine                     | Maudite poutine          | Karl Lemieux                     | Canadá                              |
| The Wedding Plan (Through the Wall) | Laavor Et Hakir          | Rama Burshtein                   | Israel                              |
| Sol blanco                          | Seto Surya               | Deepak Rauniyar                  | Nepal, Países Bajos, Catar, EE. UU. |

#### Cortometrajes
| Título español /inglés | Título original                  | Director(es)                  | País de producción          |
| ---------------------- | -------------------------------- | ----------------------------- | --------------------------- |
| 500,000 Years          | 500,000 Pee                      | Chai Siris                    | Tailandia                   |
| Amalimbo               | Amalimbo                         | Juan Pablo Libossart          | Suecia, Estonia             |
|                        | Ce qui nous éloigne              | Wei Hu                        | Francia                     |
| Colombi                | Colombi                          | Luca Ferri                    | Italia                      |
|                        | Dadyaa                           | Bibhusan Basnet, Pooja Gurung | Nepal, Francia              |
| First Night            | Prima Noapte                     | Andrei Tanase                 | Rumania, Alemania           |
| Good Luck, Orlo!       | Srecno, Orlo!                    | Sara Kern                     | Eslovenia, Croatia, Austria |
| Good News              | Good News                        | Giovanni Fumu                 | Corea del Sur, Italia       |
| Midwinter              | Midwinter                        | Jake Mahaffy                  | USA, Nueva Zelanda          |
| Molly Bloom            | Molly Bloom                      | Chiara Caselli                | Italia                      |
| On the Origin of Fear  | On the Origin of Fear            | Bayu Prihantoro Filemon       | Indonesia                   |
|                        | Le reste est l’oeuvre de l’homme | Doria Achour                  | Francia, Túnez              |
|                        | Ruah                             | Flurin Giger                  | Suiza                       |
| Samedi Cinema          | Samedi Cinema                    | Mamadou Dia                   | Senegal                     |
|                        | Stanza 52                        | Maurizio Braucci              | Italia                      |
|                        | La voz perdida                   | Marcelo Martinessi            | Paraguay, Venezuela, Cuba   |

## Venezia Classici
Las siguientes películas fueron seleccionadas para ser proyectadas en la sección  Venezia Classici:

### Películas restauradas
| Título español /inglés                            | Título original                           | Director(es)      | País de producción      |
| ------------------------------------------------- | ----------------------------------------- | ----------------- | ----------------------- |
| 1848 (1948, short documentary)                    | 1848 (1948, short documentary)            | Dino Risi         | Italia                  |
| An American Werewolf In London (1981)             | An American Werewolf In London (1981)     | John Landis       | Reino Unido             |
| L'Argent (aka Money) (1983)                       | L'argent                                  | Robert Bresson    | Francia, Suiza          |
| La batalla de Argel (1966)                        | La battaglia di Algeri                    | Gillo Pontecorvo  | Italia, Argelia         |
| La huerfanita                                     | The Brat (1931)                           | John Ford         | EE. UU.                 |
| Break Up (The Man with the Balloons) (1965)       | L'uomo dei cinque palloni                 | Marco Ferreri     | Italia, Francia         |
| The City Stands Trial (1952)                      | Processo alla città                       | Luigi Zampa       | Italia                  |
| Dark Eyes (1987)                                  | Oci ciornie                               | Nikita Mikhalkov  | Italia, Unión Soviética |
| Dawn of the Dead (1978)                           | Dawn of the Dead (1978)                   | George A. Romero  | EE. UU., Italia         |
| Everybody Go Home (1960)                          | Tutti a casa                              | Luigi Comencini   | Italia, Francia         |
| The Great Sacrifice (1943)                        | Opfergang                                 | Veit Harlan       | Alemania                |
| Legend of the Mountain (1979)                     | 山中傳奇 / Shan-chung ch'uan-ch'i         | King Hu           | Taiwán, Hong Kong       |
| Manhattan (1979)                                  | Manhattan (1979)                          | Woody Allen       | EE. UU.                 |
| The Nights of Zayandeh-Rood (1990) - Opening film | شبهای زاینده رود / Shabhaye Zayendeh-Rood | Mohsen Makhmalbaf | Irán                    |
| The Ondekoza (1981, music documentary)            | ざ・鬼太鼓座                              | Tai Kato          | Japón                   |
| Pretty Poison (1968)                              | Pretty Poison (1968)                      | Noel Black        | EE. UU.                 |
| Scent of a Woman (1974)                           | Profumo di donna                          | Dino Risi         | Italia                  |
| Seven Samurai (1954)                              | 七人の侍 / Shichinin no Samurai           | Akira Kurosawa    | Japón                   |
| Stalker (1979)                                    | Сталкер                                   | Andrei Tarkovsky  | Unión Soviética         |
| The Thief of Paris (1967)                         | Le Voleur                                 | Louis Malle       | Francia, Italia         |
| Twentieth Century (1934)                          | Twentieth Century (1934)                  | Howard Hawks      | EE. UU.                 |

### Documentales
| Título español /inglés                                | Título original                                | Director(es)       | País de producción |
| ----------------------------------------------------- | ---------------------------------------------- | ------------------ | ------------------ |
| Acqua e zucchero. Carlo Di Palma, i colori della vita | Fariborz Kamkari                               | Italia             |                    |
| Along for the Ride                                    | Nick Ebeling                                   | EE. UU.            |                    |
| Bozzetto non troppo                                   | Marco Bonfanti                                 | Italia             |                    |
| Cinema Futures                                        | Michael Palm                                   | Austria            |                    |
| David Lynch: The Art Life                             | Jon Nguyen, Olivia Neergaard-Holm, Rick Barnes | EE. UU., Dinamarca |                    |
| E venne l’uomo – Un dialogo con Ermanno Olmi (short)  | Alessandro Bignami                             | Italia             |                    |
| Events in a Cloud Chamber (short)                     | Ashim Ahluwalia                                | India              |                    |
| The Graduation (Le Concours)                          | Claire Simon                                   | Francia            |                    |
| Perché sono un genio! Lorenza Mazzetti                | Stefano Della Casa, Francesco Frisari          | Italia             |                    |
| Viaggio nel cinema in 3D. Una storia Vintage          | Jesus Garcès Lambert                           | Italia             |                    |

## Biennale College - Cinema
Las siguientes películas fueron seleccionadas para proyectarse en la sección Biennale College:
| Título español /inglés | Título original | Director(es)                    | País de producción |
| ---------------------- | --------------- | ------------------------------- | ------------------ |
| Ears                   | Orecchie        | Alessandro Aronadio             | Italia             |
| Hotel Salvation        | Mukti Bhawan    | Shubhashish Bhutiani            | India              |
| La Soledad             | La Soledad      | Jorge Thielen Armand            | Venezuela          |
| One Sister             | Una Hermana     | Sofia Brockenshire, Verena Kuri | Argentina          |

### Final Cut en Venecia
Las siguientes películas fueron seleccionadas para proyectarse en la sección "Final Cut en Venecia", un taller para apoyar la posproducción de películas en África:
| Título original       | Director(es)   | País de producción                         |
| --------------------- | -------------- | ------------------------------------------ |
| Félicité              | Alain Gomis    | Francia, Senegal, Bélgica                  |
| Ghost Hunting         | Raed Andoni    | Palestina, Francia, Suiza                  |
| Obscure (Documentary) | Soudade Kaadan | Siria, Líbano                              |
| One of These Days     | Nadim Tabet    | Líbano                                     |
| Poisonous Roses       | Fawzi Saleh    | Egipto, Francia, Catar                     |
| The Wound             | John Trengove  | Sudáfrica, Alemania, Países Bajos, Francia |

### Il Cinema nel Giardino
Las siguientes películas fueron seleccionadas para proyectarse en la sección Il Cinema nel Giardino:
| Título español /inglés                                     | Título original                                            | Director(es)                | País de producción |
| ---------------------------------------------------------- | ---------------------------------------------------------- | --------------------------- | ------------------ |
| Franca: Chaos and Creation (documentary)                   | Franca: Chaos and Creation (documentary)                   | Francesco Carrozzini        | Italia, EE. UU.    |
| In Dubious Battle                                          | In Dubious Battle                                          | James Franco                | EE. UU.            |
| Inseparables                                               | Inseparables                                               | Marcos Carnevale            | Argentina          |
| My Art                                                     | My Art                                                     | Laurie Simmons              | EE. UU.            |
| The Net                                                    | Geumul                                                     | Kim Ki-Duk                  | Corea del Sur      |
| Robinù (crime documentary)                                 | Robinù (crime documentary)                                 | Michele Santoro             | Italia             |
| The Secret Life of Pets (3D animation)                     | The Secret Life of Pets (3D animation)                     | Chris Renaud, Yarrow Cheney | EE. UU.            |
| Summertime                                                 | L'estate addosso                                           | Gabriele Muccino            | Italia             |
| The Orchid Seller / El Vendedor de Orquídeas (documentary) | The Orchid Seller / El Vendedor de Orquídeas (documentary) | Lorenzo Vigas               | Venezuela          |

### Proyecciones especiales
La película Spes contra Spem: Liberi Dentro (documental penitenciario) de Ambrogio Crespi fue presentadas como Proyección especial de la Selección oficial:

## Secciones paralelas

### Semana Internacional de la Crítica
Las siguientes películas fueron seleccionaas para ser proyectadas en la 32.ª Semana Internacional de la Crítica:
| En competición            | En competición                 | En competición      | En competición                               |
| Título español /inglés    | Título original                | Director(es)        | País de producción                           |
| ------------------------- | ------------------------------ | ------------------- | -------------------------------------------- |
| Days of France *          | Jours de France                | Jérôme Reybaud      | Francia                                      |
| Drum                      | Tabl                           | Keywan Karimi       | Francia, Irán                                |
| The Last of Us            | Akher Wahed Fina               | Ala Eddine Slim     | Líbano, Catar, Túnez, Emiratos Árabes Unidos |
| The Last Things *         | Le Ultime Cose                 | Irene Dionisio      | Francia, Italia, Suiza                       |
| The Nobodies              | Los Nadie                      | Juan Sebastián Mesa | Colombia                                     |
| Prank                     | Prank                          | Vincent Biron       | Canadá                                       |
| Singing in the Graveyards | Singing sa mga Dakong Libingan | Bradley Liew        | Malasia, Filipinas                           |

| Fuera de competición | Fuera de competición | Fuera de competición | Fuera de competición |
|                      | Título original      | Director(es)         | País de producción   |
| -------------------- | -------------------- | -------------------- | -------------------- |
| Film de Apertura     | Prevenge             | Alice Lowe           | Reino Unido          |
| Film de clausura     | Are We Not Cats      | Xander Robin         | EE. UU.              |

| SIC@SIC 2017 (Cortometrajes italianos @ Settimana Internazionale della Critica) | SIC@SIC 2017 (Cortometrajes italianos @ Settimana Internazionale della Critica) | SIC@SIC 2017 (Cortometrajes italianos @ Settimana Internazionale della Critica) | SIC@SIC 2017 (Cortometrajes italianos @ Settimana Internazionale della Critica) |
| Título español                                                                  | Título italiano                                                                 | Director(es)                                                                    | País de producción                                                              |
| ------------------------------------------------------------------------------- | ------------------------------------------------------------------------------- | ------------------------------------------------------------------------------- | ------------------------------------------------------------------------------- |
| Adavede                                                                         | Adavede                                                                         | 20'                                                                             | Alain Parroni                                                                   |
| Due                                                                             | Two                                                                             | 17'                                                                             | Riccardo Giacconi                                                               |
| Les fantômes de la veille                                                       | Ghosts of Yesterday                                                             | 20'                                                                             | Manuel Billi                                                                    |
| Il legionario                                                                   | The Legionnaire                                                                 | 13'                                                                             | Hleb Papou                                                                      |
| MalaMènti                                                                       | MeanMinds                                                                       | 13'                                                                             | Francesco Di Leva                                                               |
| Piccole italiane                                                                | Little Italian Girls                                                            | 18'                                                                             | Letizia Lamartire                                                               |
| Le visite                                                                       | Visiting Day                                                                    | 15'                                                                             | Elio Di Pace                                                                    |

| Preyoecciones especiales | Preyoecciones especiales | Preyoecciones especiales | Preyoecciones especiales | Preyoecciones especiales |
|                          | Título original          | Duración                 | Director(es)             |                          |
| ------------------------ | ------------------------ | ------------------------ | ------------------------ | ------------------------ |
| Corto de Apertura        | Nausicaa L'altra odissea | 20'                      | Bepi Vigna               |                          |
| Corto de Clausura        | L’ultimo miracolo'       | 20'                      | Enrico Pau               |                          |

### Giornate degli Autori
Las siguientes películas fueron seleccionadas en la 14.ª edición de la sección Giornate degli Autori:
| Título español               | Título original       | Director(es)                         | País de producción                 |
| ---------------------------- | --------------------- | ------------------------------------ | ---------------------------------- |
| Guilty Men                   | Pariente              | Ivan D. Gaona                        | Colombia                           |
| Heartstone *                 | Hjartasteinn          | Guðmundur Arnar Guðmundsson          | Islandia                           |
| Hounds of Love               | Hounds of Love        | Ben Young                            | Australia                          |
| Indivisible *                | Indivisibili          | Edoardo De Angelis                   | Italia                             |
| Ordinary People              | Pamilya Ordinaryo     | Eduardo Roy, Jr.                     | Filipinas                          |
| Polina                       | Polina, danser sa vie | Angelin Preljocaj, Valérie Müller    | Francia                            |
| Quit Staring at My Plate     | Ne gledaj mi u pijat  | Hana Jušić                           | Croacia, Dinamarca                 |
| The Road to Mandalay         | The Road to Mandalay  | Midi Z                               | Taiwán, Myanmar, Francia, Alemania |
| Sami Blood                   | Sameblod              | Amanda Kernell                       | Suecia                             |
| The War Show                 | The War Show          | Andreas Dalsgaard and Obadiah Zytoon | Siria                              |
| The War Within (documentary) | Ombre dal fondo       | Paola Piacenza                       | Italia                             |
| Worldly Girl                 | La ragazza del mondo  | Marco Danieli                        | Italia                             |

| Proyecciones especiales                                  | Proyecciones especiales                                  | Proyecciones especiales            | Proyecciones especiales |
| Título español                                           | Título original                                          | Director(es)                       | País de producción      |
| -------------------------------------------------------- | -------------------------------------------------------- | ---------------------------------- | ----------------------- |
| Always Shine                                             | Always Shine                                             | Sophia Takal                       | EE. UU.                 |
| Coffee                                                   | Caffè                                                    | Cristiano Bortone                  | Bélgica, China, Italia  |
| N/A                                                      | Il profumo del tempo delle favole (documentary)          | Mauro Caputo                       | Italia                  |
| Rocco (documentary)                                      | Rocco (documentary)                                      | Thierry Demaiziere & Alban Teurlai | Francia                 |
| N/A                                                      | L'uomo che non cambiò la storia (documentary)            | Enrico Caria                       | Italia                  |
| Vangelo (documentary)                                    | Vangelo (documentary)                                    | Pippo Delbono                      | Italia, Bélgica, Suiza  |
| You Never Had It. An Evening with Bukowski (documentary) | You Never Had It. An Evening with Bukowski (documentary) | Matteo Borgardt                    | EUA, Italia, México     |

| Miu Miu Women's Tales | Miu Miu Women's Tales | Miu Miu Women's Tales | Miu Miu Women's Tales |
| Título español        | Título original       | Director(es)          | País de producción    |
| --------------------- | --------------------- | --------------------- | --------------------- |
| Seed                  | Naomi Kawase          | Japan                 |                       |
| That One Day          | Crystal Moselle       | EE. UU.               |                       |

| Premio Lux             | Premio Lux               | Premio Lux    |                                                        |
| Título español         | Título original          | Director(es)  | País de producción                                     |
| ---------------------- | ------------------------ | ------------- | ------------------------------------------------------ |
| Toni Erdmann           | Toni Erdmann             | Maren Ade     | Alemania, Austria, Mónaco, Romania, Francia            |
| My Life as a Courgette | Ma vie de Courgette      | Claude Barras | Suiza, Francia                                         |
| As I Open My Eyes      | À peine j'ouvre les yeux | Leyla Bouzid  | Túnez, Francia, Bélgica, Emiratos Árabes Unidos, Suiza |

## Premios
Los siguientes premios fueron presentados en la 73.ª edición:

### Selección oficial
En competición
- León de Oro: La mujer que se va (Ang Babaeng Humayo) de Lav Diaz
- Gran Premio del Jurado: Animales nocturnos de Tom Ford
- León de plata (ex aequo):
  - Amat Escalante por La región salvaje
  - Andrei Konchalovsky por Paradise
- Copa Volpi
  - Mejor actriz: Emma Stone por La La Land
  - Mejor actor: Oscar Martínez por El ciudadano ilustre
- Premio Osella al mejor guion: Noah Oppenheim por Jackie
- Premio Especial del Jurado: The Bad Batch de Ana Lily Amirpour
- Premio Marcello Mastroianni: Paula Beer por su papel en Frantz

Horizontes (Orizzonti)
- Mejor película: Libera Nos de Federica Di Giacomo
- Mejor director: Home de Fien Troch
- Premio especial del Jurado: Big Big World de Reha Erdem
- Mejor actriz:  Ruth Díaz por Tarde para la ira
- Mejor actor: Nuno Lopes por Saint George
- Mejor guion: Bitter Money de Wang Bing
- Premio Horizontes para Mejor Cortometraje: La Voz Perdida de Marcelo Martinessi

Premios Venezia Classici
- Mejor documental: The Graduation de Claire Simon
- Mejor película restaurada: Break Up de Marco Ferreri

Premios especiales
- León Dorado a toda una trayectoria: Jean-Paul Belmondo y Jerzy Skolimowski
- Premio Jaeger-LeCoultre: Amir Naderi
- Premio Persol de Tributo al talento visionario: Liev Schreiber

### Premios independientes
Los siguientes films fueron premiados en la secciones independientes:
Semana Internacional de la Crítica de Venecia
- Leon del Futuro

Premio Luigi De Laurentiis a la major ópera prima: The Last of Us (Akher wahed fina) de Ala Eddine Slim
- Premio Film Group Audience Award: Hunting Season de Natalia Garagiola
- Premio del Público del Cine Club Verona: Los nadie de Juan Sebastián Mesa
- Premio SIAE:  Paolo Sorrentino
- Mario Serandrei - Premio Hotel Saturnia: The Last of Us de Ala Eddine Slim

Venice Days
- Premio Giornate degli Autori: The War Show de Andreas Dalsgaard y Obaidah Zytoon
- Premio BNL elección del público: Pamilya ordinaryo de Eduardo Roy Jr.
- Premio Brian: Worldly Girl (La ragazza del mondo) de Marco Danieli
- Premio Fedeora:
  - Mejor película: The Road to Mandalay de Midi Z
  - Mejor Director al mejor debut: Amanda Kernell por Sami Blood
  - Mejor Actriz: Ashleigh Cummings por Hounds Of Love
  - Mejor Película europea: Quit Staring at My Plate (Ne gledaj mi u pijat) de Hana Jušić
- Premio FEDIC: Indivisible (Indivisibili) de Edoardo De Angelis
- Premio Gianni Astrei: Indivisible de Edoardo De Angelis
- Premio Label Europa Cinema: Sami Blood (Sameblod) de Amanda Kernell
- Premio Lizzani: Worldly Girl de Marco Danieli
- Premio Lina Mangiacapre: Indivisible de Edoardo De Angelis
- Premio MigrArti: No Borders de Haider Rashid
- Premio Abierto: Vangelo de Pippo Delbono
- Francesco Pasinetti – Prmeio SNGCI:
  - Mejor película: Indivisible de Edoardo De Angelis
  - Mejor Actor: Michele Riondino por Worldly Girl
  - Mejor actriz: Sara Serraiocco por Worldly Girl

Mención especial: Angela y Marianna Fontana por sus papeles en Indivisibili
- Queer Lion: Heartstone (Hjartasteinn) de Guðmundur Arnar Guðmundsson

### Otros premios
Los siguientes films fueron otorgados a las secciones autónomas:
- Premio Arca CinemaGiovani 
  - Mejor película italiana:  Beautiful Things de Giorgio Ferrero (Biennale College - Cinema)
  - Mejor película Venezia 74: La llegada de Denis Villeneuve
- Premio película italiana (Biennale College - Cinema): Orecchie de Alessandro Aronadio
- Premio "Civitas Vitae prossima": Piuma de Roan Johnson
- Premio FEDIC (Federazione Italiana dei Cineclub):

Il più grande sogno de Michele Vannucci (Horizons)
Ears (Orecchie) de Alessandro Aronadio (Biennale College - Cinema)
- Premio de la crítica:[26]
  - Premio a la mejor película (sección oficial): A Woman's Life de Stéphane Brizé
  - Premio a la mejor película (Horizontes): Kékszakállú de Gastón Solnicki
- Premio Fondazione Mimmo Rotella 
  - James Franco (director) y Ambi Pictures (productora) por In Dubious Battle
  - Paolo Sorrentino y Jude Law por las series The Young Pope (Fuera de Competición)
  - Roan Johnson (director) y Lucky Red (distribuidora) por la película Piuma
  - Premio especial a la producción: Andrea Iervolino por In Dubious Battle (Il Cinema nel Giardino)
- Enrico Fulchignoni – Premio CICT-UNESCO: Hotel Salvation (Mukti Bhawan)Shubhashish Bhutiani
- Premio Future Film Festival Digital: La llegada de Denis Villeneuve

Mención especial: Voyage of Time: Life’s Journey de Terrence Malick
- Premio Giovani Giurati del Festival de Cine Vittorio Veneto: El ciudadano ilustre de Gastón Duprat y Mariano Cohn
- Premio Green Drop (ex aequo):
  - Spira Mirabilis de Massimo D’Anolfi y Martina Parenti
  - Voyage of Time: Life’s Journey de Terrence Malick
- Premio especial de derechos humanos: Bitter Money (Ku qian) de Wang Bing (Horizons)

Mención especial: Robinù de Michele Santoro (Il Cinema nel Giardino)
- Premio Interfilm: White Sun (Seto Surya) de Deepak Rauniyar (Horizontes)
- Premio Lanterna Magica (CGS): Dark Night de Tim Sutton
- Leoncino d'Oro Agiscuola por el cine: On the Milky Road (Lungo la Via Lattea) de Emir Kusturica
  - Premio Cine de la UNICEF: Paradise (Ray) de Andrei Konchalovsky
- Mouse de oro: Jackie de Pablo Larraín
- Mouse de plataː Austerlitz de Sergei Loznitsa
- Premio NuovoImaie Talent:
  - Mejor actriz: Camilla Diana por Tommaso de Kim Rossi Stuart
  - Mejor Actor: Daniele Parisi por Ears (Biennale College - Cinema)
- Premio Especial Francesco Pasinetti: al reparto de Piuma de Roan Johnson
- Premio Sfera 1932: Spira Mirabilis de Massimo D’Anolfi y Martina Parenti
- Premio SIGNIS: Piuma de Roan Johnson

Mención especial: On the Milky Road de Emir Kusturica
- Premio Fundación C. Smithers– CICT-UNESCO: The Bleeder de Philippe Falardeau (Fuera de competición)
- Premio Sorriso Diverso Venezia 2017 - Mejor película italiana (ex aequo):
  - These Days (Questi giorni) de Giuseppe Piccioni
  - The Greatest Dream (Il più grande sogno) de Michele Vannucci (Horizons)
- Sorriso Diverso Venezia Award - mejor película extranjera: La mujer que se va de Lav Diaz
- Padre Nazareno Taddei Award: Paradise de Andrei Konchalovsky
- Premio Soundtrack Stars: Jovanotti por Summertime (L'estate addosso) de Gabriele Muccino (Il Cinema nel Giardino)

Otros premios
- Premio Kinèo:[27]
  - Mejor película: Perfect Strangers de Paolo Genovese
  - Mejor Director: Daniele Luchetti por Call Me Francis 
  - Mejor director novel: Them who? dirigida por Francesco Micciché and Fabio Bonifacci
  - Prmio SNCCI de púlbioxc y crítica: Roberto Andò por Le confessioni
  - Premio Movie&Art TaorminaFilmFest: Marco Giallini
  - Premio RAI Com a la mejor película italiana de proyección internacoional: They Call Me Jeeg de Gabriele Mainetti
  - Mejor película: Gabriele Mainetti por They Call Me Jeeg
  - Premio Excellence: Patty Pravo
  - Premio International Movie: Sophie Turner
  - Mejor Actor: Claudio Santamaria por They Call Me Jeeg
  - Mejor actriz: Paola Cortellesi por The Last Will Be the Last
  - Premio especial Ferragamo Parfums a la mejor actriz: Anna Foglietta por Perfect Strangers 
  - Encuesta a la mejor película: The Last Will Be the Last de Massimiliano Bruno
  - Mejor actor de reparto: Alessandro Borghi por Suburra
  - Mejor actriz de reparto: Matilde Gioli por Belli di papà y Un posto sicuro
  - Premio Excellence: Claudio Brachino
  - Premio Excellence We World: Carolina Crescentini
  - Premio Excellence: Laura Delli Colli
- Premio Starlight Cinema[28]
  - Premio a una carrera: Ottavia Piccolo
  - Premio a una carrera: Giancarlo De Cataldo
  - Premio Internacional: Moon So-ri
  - Premio al mejor debut como director: Gabriele Mainetti for They Call Me Jeeg
  - Mejor Actor: Claudio Santamaria por They Call Me Jeeg
  - Mejor corto: La (ri) partenza de Milena Mancini and Vinicio Marchioni
  - Premio Social Trend Topic: Tini, la nuova vita di Violetta